# Упорне
Упо́рне (до 1948 року — Кия́т-Орка́; крим. Qıyat Orqa) — село (до 2013 року — селище) в Україні, в Курманському районі Автономної Республіки Крим.